# BUTTER!!!
『BUTTER!!!』（バター）は、ヤマシタトモコによる漫画。ソシアルダンスをテーマとしている。『月刊アフタヌーン』（講談社）において、2010年2月号から2013年4月号まで連載された。全6巻。

## あらすじ
物語開始の1年前に、二宮が先生に掛け合って成立したソシアルダンス部。

## 登場人物

### 明慧学院高等学校ダンス部部員

#### 1年生
荻野目夏
1年E組所属。端場のダンスパートナー。身長156cm。血液型はAB型。家族構成は父・母。
最初はヒップホップダンスが踊れると誤解して不満を持ちながらもダンス部に入部してしまう。
社交ダンスに関しては筋が良く、オリエンテーションで副部長の二宮と踊り、その場で回転をしすぎて「バターになっちゃいますっ！」と思わず発言。それがこの漫画のタイトルにつながっている。ただし、一歩一歩の歩幅が大きくなってしまうのが欠点である。
当初、社交性の全くなかった端場とたびたび衝突する。常に自分が中心で輝いていないと我慢できない性格で、何かにつけて格好をつけたがる。プロダンサーの宇塚が見学に来た時には、力が入りすぎて派手に転んでしまう。また部活の他の仲間がダンスを上達したり男部員同士で盛り上がっていると、嫉妬心や疎外感を抱いてしまうことがあった。
端場敬広
1年E組所属。夏のダンスパートナー。身長169cm。血液型O型。家族構成は父・母・姉。
オタクで高校入学時にアニメ研究会に入部するつもりだったが、村谷によって勝手にダンス部への入部手続きをされる。「退部手続きは最低1学期を経なければ許されない」という校則のために部活を続けるハメになる。中学時代から村谷にイジメられていたため心を少し閉ざし、女子とほとんど喋ることも出来ずリア充に対して嫌悪感を持っている。二人称が『お前』であることが多く、当初は夏を怒らせた。しかし、村谷が社交ダンス部を茶化しにきた時、夏が無理やり見せつけるようにダンスを激しく踊り、リードしてくれたおかげで、社交ダンスの楽しさに改めてハマってしまう。「一学期が終わればアニメ研究会に入部する」という早川との約束も断ってしまう。
掛井涼
1年C組所属。柘のダンスパートナー。身長179cm。6月生まれで血液型はA型。家族構成は父・母・兄。人参が食べられない。
宝塚歌劇団が好きで、少しでも男らしさに近づきたいという理由で入部。アニメやゲームは嗜まないが、漫画は読む（本人曰く「昔の少女漫画が好き」で、現在は『はいからさんが通る』にはまっている）。兄が元ヤンキーでたびたび家で暴れるなどしていたため、大嫌いだった。そのため反面教師で極力他人に迷惑をかけないように、サラッと何でも受け流す要領の良い性格になる。嫌われないように自分のダンスのダメな部分を指摘してくれないことについて、柘に不満を抱かれていた。しかしそれを見かねた端場と衝突し、見事に我を通すような性格に変貌。宝塚風に踊りながら「イケメーン」とドヤ顔する一発ギャグを開発するようにもなる。
柘百合子
1年B組所属。掛井のダンスパートナー。身長173cm。F70。血液型はA型。家族構成は父・母。
本人は「ゆりっぺ」を希望していたが、夏によって「つげ」という苗字から「げっつ」というアダ名に半ば強制的に決められた。あまり物事を主張できない優柔不断な性格。同じ片岡二中学校出身だった秦に、ずっと見た目に対する悪口を言われていたため、高身長や体型に対する強いコンプレックスを持っている。前髪が長くあまり人と目を合わせられないため顔が見えないことが多いが、実は美少女。前髪を上げたまま初めて会った時には、男子部員全員が驚いた。
高身長のコンプレックスから、背を小さく見せようと無意識的に猫背をすることが多かったため、それを直したくて入部。
常に多数のポーチを持ち歩き、服装は森ガール系。

#### 2年生
高岡始
ダンス部部長。16歳。二宮のダンスパートナーで、二宮に好意を抱いている。獅子座。身長171cm。血液型O型。二宮と同じ中学校出身。家族構成は父・母・妹。
一年生の時に、隣りの席だった二宮とたまたまノートで筆談するようになり仲良くなり、その二宮にダンス部に入らないかと誘われ食い気味で即了承した。当初二宮に苗字を「高田」と間違われていた。腹筋が割れるほど鍛え、端場などから若干尊敬されている。
二宮和美
ダンス部副部長。16歳。高岡のダンスパートナー。身長163cm。血液型B型。高岡と同じ中学校出身。家族構成は父・母・兄で、兄は仕事で海外にいる。
ダンス部を作った張本人。
感情をほとんど表に出すことがないが、性格はまっすぐで周りに流されない。思ったことは割りとすぐズバッと言ってしまうが、声はボソボソとすごく小さいことが多い。端場がダンスで分かったふりをしたことに対して、ボソッと戒める発言をして端場をビビらせた。あまり学力は高い方ではなく、赤点を取ったりそれに近い点数を取ることがしばしば。忘れ物も多い。少しガサツで高岡の前で平気でゲップをする。

#### 顧問
鬼田健吾
1年B組担当。現代国語担当。33歳。身長176cm。血液型O型。
社交ダンスについてはほとんど無知なため、名ばかり顧問を自称している。社交ダンスについては男女が密着するため、いかがわしい感情を抱いていた。ダンスをしている女性がうっとりしているように見えた鬼田は、男性パートナーをまるでホストである扱いをするような発言をした。しかし、プロダンサーである宇塚に、素人の夏との華麗な社交ダンスを目の前で即興で見せられ、「純粋にダンスが楽しいから」であると考えを改める。

### 明慧学院高等学校のダンス部以外の生徒
村谷勇樹
1年A組所属。身長168cm。血液型O型。端場と同じ中学の出身。中学からずっと端場をいじめてきており、今回の端場のダンス部入部も彼の仕業によるもの。
三沢順
1年B組所属。身長167cm。血液型O型。
川藤
1年C組所属。身長165cm。血液型B型。アニメ研究会所属。掛井と同じクラスであり、彼と少女漫画を貸し借りしているなど交流がある。
上木洋子
1年E組所属。身長163cm。血液型A型。生徒会所属。端場曰く「イケてる女子」。
小松
1年E組所属。身長162cm。血液型A型。アニメ研究会所属。端場とは同じ塾の出身。
斉島かえ
1年E組所属。身長160cm。血液型O型。荻野目と同じ中学校出身で仲が良い。ブラスバンド部に所属している。
早川
1年E組所属。身長173cm。血液型O型。アニメ研究会所属。端場と同じ中学校出身。
端場が目の前でイジメられていたことに、何もしなかったことにずっと罪悪感を抱いていた。文化祭で必要な衣装を作るためヨネコを紹介したのは罪滅ぼし的な意味合いがあった。端場曰く「気にしい野郎」。
そのヨネコに対しては妹的な感情を抱いており、常に何かしら心配をし面倒を見てあげている。最終巻でヨネコが好きということが明らかに。
谷渡ひかり
1年E組所属。身長168cm。血液型B型。生徒会所属。この学年での総代。自他共に認める努力家。

### 学校外の登場人物
宇塚京介
世界大会にも出場経験のあるプロダンサー。31歳。身長176cm。血液型AB型。明慧学院高等学校の卒業生（二宮の兄と同級）。二宮の父親の知り合い。
市田理佐
宇塚のダンスパートナー。熱血・直情型の女性。彼氏アリ。
米原美也
服飾科のある高校に通う、早川の幼なじみ。通称ヨネコ。早川が大好き。
あまり社交性はなく気分屋のため、すぐ泣いてしまう。早川からはそういう一面を心配されている。
秦征夫
身長164cm。血液型A型。明慧学院の生徒ではない。柘と同じ片岡二中出身。柘に気があるが、彼女からは嫌われている。

## 書誌情報
- ヤマシタトモコ 『BUTTER!!!』 講談社〈アフタヌーンKC〉、全6巻
  1. 2010年7月23日発行、ISBN 978-4-06-310682-4
  2. 2011年1月21日発行、ISBN 978-4-06-310723-4
  3. 2011年8月23日発行、ISBN 978-4-06-310781-4
  4. 2012年3月23日発行、ISBN 978-4-06-387813-4
  5. 2012年10月23日発行、ISBN 978-4-06-387846-2
  6. 2013年5月23日発行、ISBN 978-4-06-387887-5